# Joseph Sunyer
Joseph Sunyer (Manrèse c. 1673, Manresa en 1751) est un sculpteur catalan, auteur de plusieurs œuvres en France et en Espagne. 

## Biographie
Joseph Sunyer est connu pour exercer son art dans le Roussillon en 1696. « Les doutes sur l'origine du sculpteur sont nés du fait que plusieurs familles Sunyer ont existé » dans cette région, « notamment à Perpignan et à Prades ». Il  apprend la sculpture dans l'atelier de son grand-père Pau Sunyer (mort en 1694) et son père, Joseph Sunyer (mort avant 1682), ensuite dans l'atelier de Louis Générès, établi à Perpignan, puis il a travaillé dans l'atelier de François Grau, avant de prendre la direction de l'atelier familial vers 1690. 
Il sera le premier à introduire les décors d'anges musiciens.  Un des fils de l'artiste, repose dans l'église de l'ermitage Notre-Dame de Font-Romeu, comme l'atteste l'inscription funéraire visible dans le mur de l'édifice, face au portail d'entrée.

## Œuvres
Il est notamment l'auteur des retables baroques des lieux de culte suivants:
- église Saint-Pierre de Prades dans les Pyrénées-Orientales, le plus grand retable baroque de France. Commande qu'il reçoit le 1er janvier 1697, pour le maître-autel de Prades[4].
- église Notre-Dame-des-Anges de Collioure. Commande en date du 6 octobre 1698.Ce contrat indique très précisément les conditions de réalisation du retable. Il doit être terminé dans un délai de quatre ans, à partir du 1er octobre 1698. Il est prévu qu'il dispose d'une maison franche de toute imposition, pour lui, sa famille et ses ouvriers. Il doit percevoir une part du thon ramené à chaque pêche, qu'il soit ou non présent dans la ville, mais à condition que ses ouvriers travaillent sur le retable. Le prix du retable a été fixé à 600 doubles d'or, soit 3 300 livres d'argent monnaie de Perpignan, payables en cinq fois, en fonction de l'avancement des travaux. Il doit, pour ce prix, réaliser la statue du Christ pour l'autel du Très Précieux Sang dans la première année des travaux. Dans cette église il réalise également le retable du Saint-Sacrement qui est terminé en 1700, les bustes reliquaires de saint Vincent, sainte Maxime et sainte Libérate, en 1702, et le crucifix du retable du Christ qui date de 1708.
  - Le retable du maître-autel a été réalisé en 1698. Le retable prend la forme d'un grand triptyque de trois étages occupant tout l'arrière-chœur. Au centre figurent la Vierge de l'Assomption, et au sommet le Père Éternel, entre la Justice et la Charité. Le soubassement du retable a été posé le 15 avril 1699, le premier étage le 18 avril 1700 avec la statue de la Vierge, la première rangée des apôtres et les deux tableaux sculptés représentant l'Adoration des Bergers et l'Adoration des Mages. Le second étage est posé le 17 décembre 1701 avec les apôtres de la seconde rangée, les tableaux, ainsi que le tabernacle. En 1702, la peinture est payée à Joseph Babores. Le paiement final de la dorure n'a été payé qu'en 1724. Le retable a été redoré en 1901 par des artisans de Ripoll[5]
  - Chapelle du Christ : la chapelle du Christ abrite le retable du Précieux Sang, réalisé en 1708, et qui prend la forme d'un grand baldaquin orné et décoré de médaillons aux emblèmes de la Passion (clou, marteau, tenaille, échelle, éponge, roseau, vinaigre, fiel, lance, fouet, colonne, tunique, lanternes, coq, sabre). À côté du dôme, se dressent deux anges ailés. Le grand crucifix est l'œuvre de Joseph Sunyer. Au centre, figure la Vierge des sept douleurs, à côté de son Fils. Les peintures de la voûte illustrent Le Meurtre d'Abel par Caïn et Abraham s'apprêtant à sacrifier son fils Isaac.
  - Chapelle du Saint-Sacrement : la chapelle abrite le retable du Saint-Sacrement, exécuté en 1700 par Joseph Sunyer en bois sculpté, et représentant différentes scènes de l'Eucharistie, ainsi qu'un ensemble évoquant les différents repas de la Bible: à gauche, la Cène du jeudi saint, le repas avec les disciples d'Emmaüs, et la multiplication des pains, à droite les noces de Cana, le repas chez Simon le lépreux et les Hébreux recueillant la manne du désert. Sur les côtés sont représentés saint Pierre et saint Paul.
- Ermitage Notre-Dame de Font-Romeu. La chapelle Notre-Dame. Achevée au XVIIe siècle, en 1686, la chapelle est remaniée au XVIIIe siècle. Elle abrite trois retables, dont le plus remarquable est dédié à la Vierge Marie. L'ermitage comporte un camaril très richement décoré, dans lequel est abritée la statue de la Vierge de Font-Romeu, sculpture romane datée du XIIe siècle. Cette pièce de 4 m par 4 est accolée à l'est de l'église, dont elle est séparée par le retable du maître-autel. Elle a été élevée à l'emplacement de l'oratoire primitif au XVIIIe siècle, et décorée par l'artiste Joseph Sunyer, certainement avant 1734. Le mobilier qui l'orne est classé Monument historique depuis 1928[6]. Si le premier, réalisé alors qu'il a moins de 25 ans, est le plus considérable par ses dimensions, le troisième est parfois considéré comme étant son chef-d'œuvre[7].

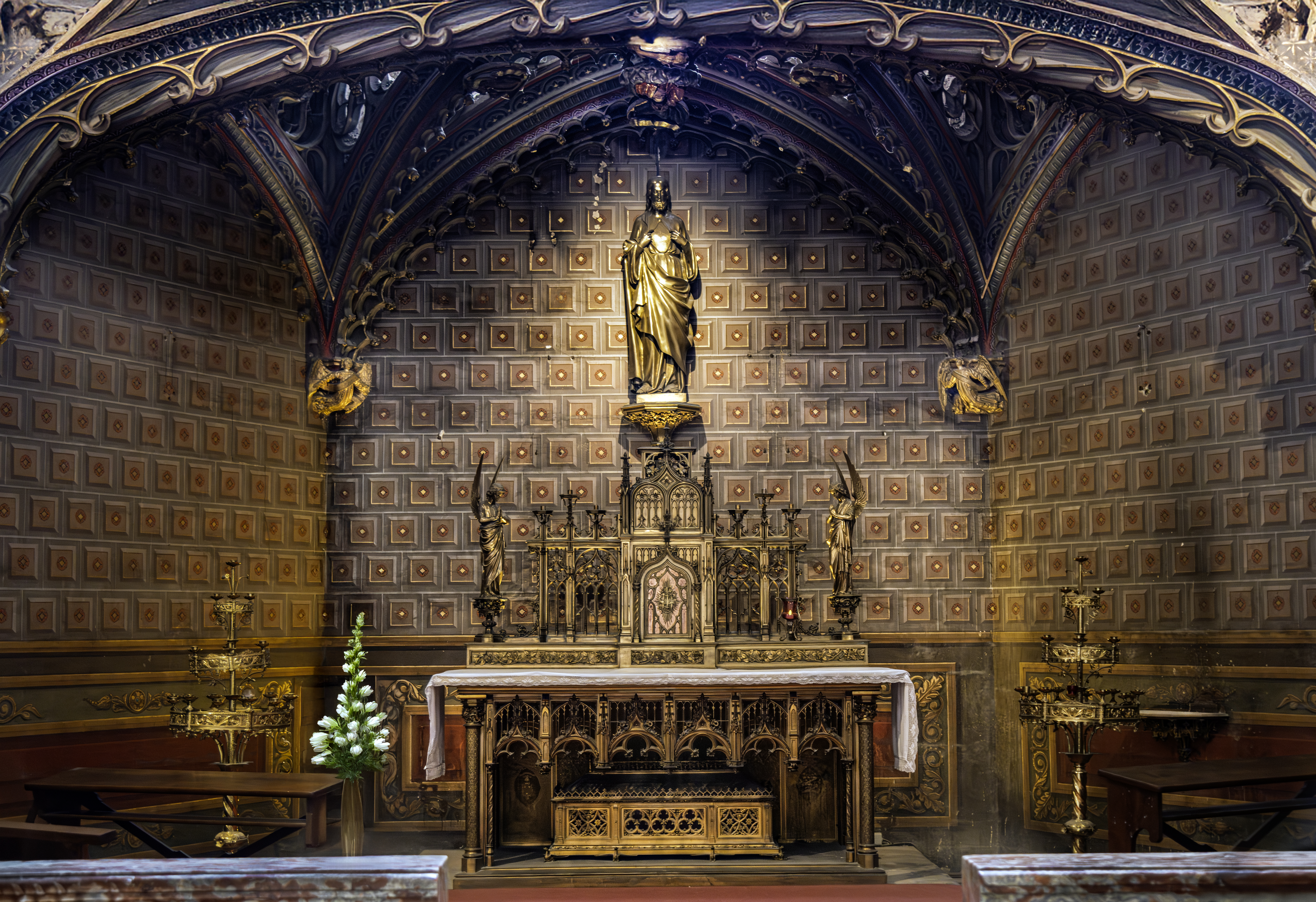
Retable de la Chapelle du Saint-Sacrement Cathédrale Sainte-Marie d'Auch
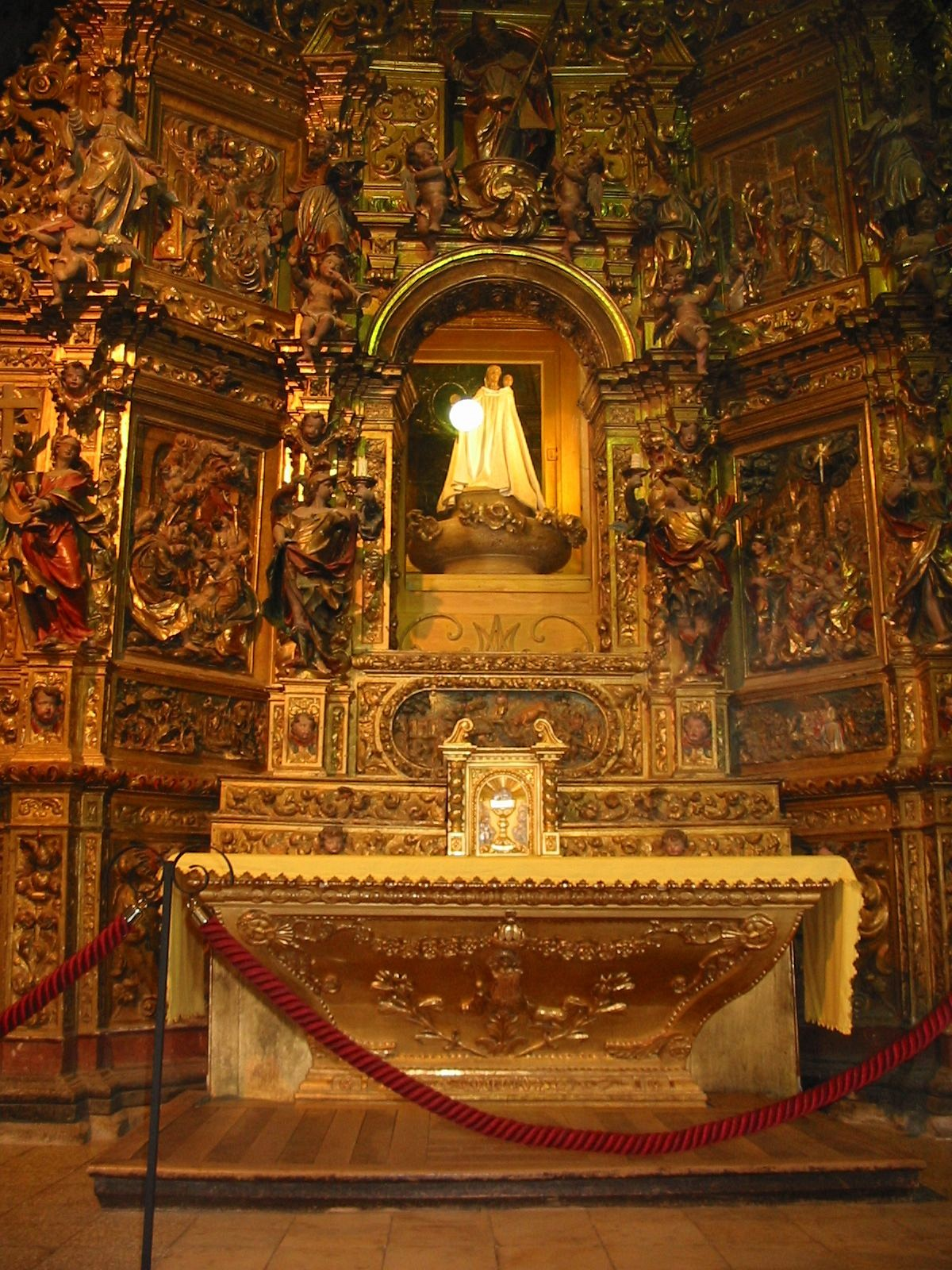
L'autel et la statue de la Vierge à l'ermitage Notre-Dame - Font-Romeu
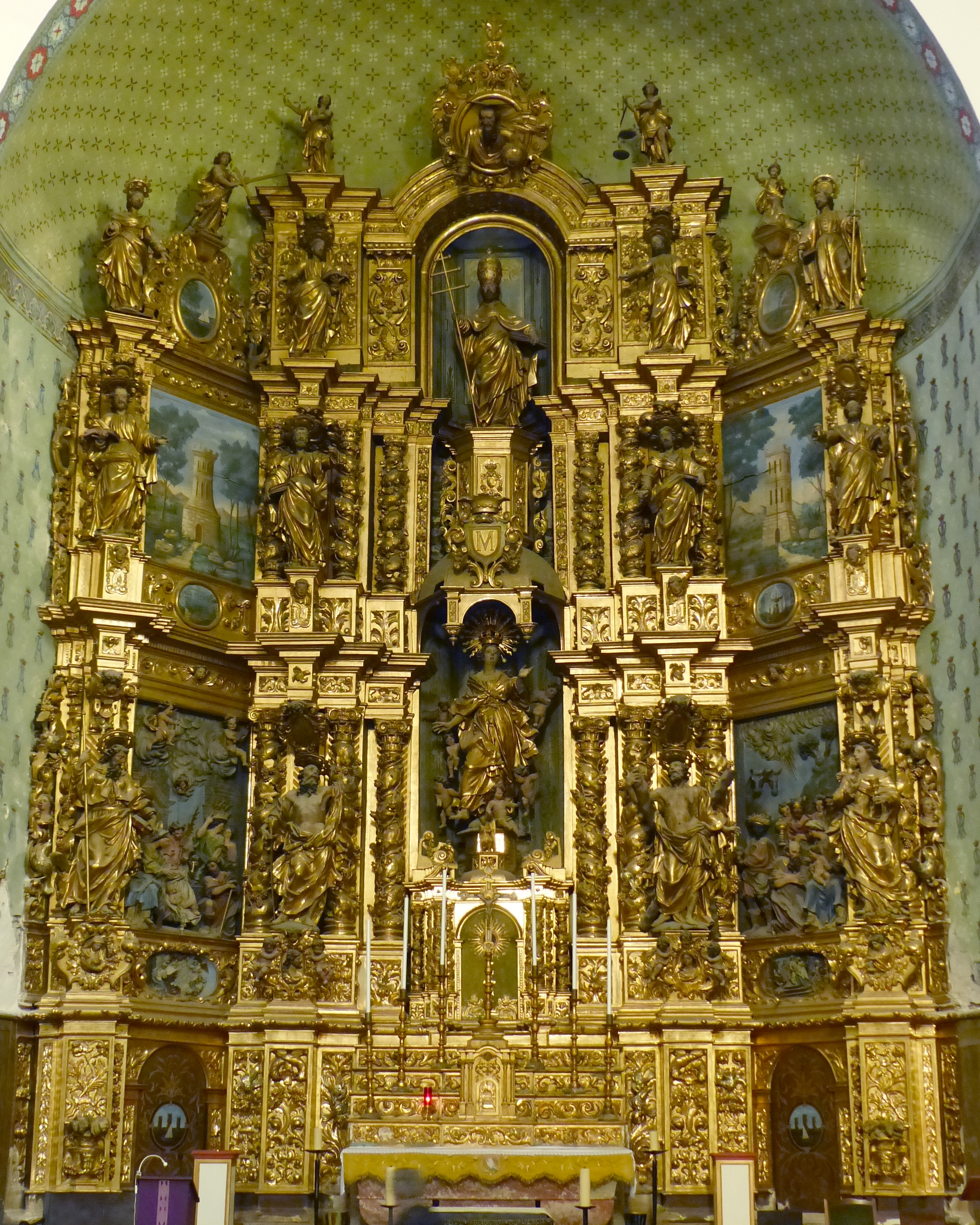
Retable du maître-autel de Collioure